# Bernolákovo
Bernolákovo es un municipio del distrito de Senec en la región de Bratislava, Eslovaquia, con una población estimada a final del año 2024 de 10 151 habitantes.
Se encuentra ubicado al sureste de la región, en el valle del río Morava y cerca de la frontera con la región de región de Trnava y con Austria.

## Demografía
| Año        | 1994 | 2004    | 2014     | 2024     |
| ---------- | ---- | ------- | -------- | -------- |
| Población  | 4461 | 4852    | 6147     | 10 151   |
| Diferencia |      | +8,76 % | +26,69 % | +65,13 % |

| Año        | 2023 | 2024    |
| ---------- | ---- | ------- |
| Población  | 9896 | 10 151  |
| Diferencia |      | +2,57 % |